# Kitchkalnïa
Kitchkalnïa (en russe : Кичкальня ; en tatar : Кычытканлы, Qıçıtqanlı) est un village tatar dans le district de Nourlatsky de la République du Tatarstan en Russie.

## Liens
- (ru) « Kichkalny rural settlement », Office of the President of the Republic of Tatarstan
- (ru) « Kichkalnya - 320 years », Office of the President of the Republic of Tatarstan
- (ru) « Public cadastral map Kichkalnya village », Public cadastral map of Russia online
- (ru) « The village of Kichkalnya »
- (ru) « Population of the Russian Federation by municipalities », sur Service fédéral des statistiques de l'État russe